# Hydride
Een hydride is een tweeledige samengestelde stof, die bestaat uit de chemische binding van het chemisch element waterstof met een ander, minder elektronegatief element. In hydriden heeft waterstof formeel een oxidatietoestand van −1.
Men onderscheidt vier soorten hydriden, gevormd door vier soorten chemische bindingen met een waterstofatoom:
- zoutachtige hydriden, gevormd door een ionbinding
- metallische hydriden, gevormd door een metaalbinding
- vluchtige, moleculaire hydriden, gevormd door een covalente binding
- hydride in metaalcomplexen, bestaande uit een tussenvorm tussen een covalente en een ionbinding

## Zoutachtige hydriden
Zoutachtige hydriden worden gevormd met sterk elektropositieve elementen, zoals de alkalimetalen, maar ook met Ca, Sr of Ba. Deze elementen hebben een lage waarde op de schaal van Pauling, en in chemische verbindingen met bovengenoemde elementen vormt waterstof een H−-ion. Dit ion heeft een edelgasconfiguratie, namelijk die van helium. Kaliumhydride is dus goeddeels te beschouwen als K+H−, analoog aan kaliumfluoride (KF of K+F−). Men zou kunnen zeggen dat waterstof in deze verbindingen optreedt als een halogeen.
Zoutachtige hydriden zijn redelijk stabiele verbindingen met vrij hoge smeltpunten, en in vaste vorm zijn deze verbindingen – zoals vele zouten – een elektrische isolator. LiH smelt bij 680 °C. De andere alkalihydriden zijn minder stabiel, en ontleden, bij een normale druk van 1 atm, bij een temperatuur onder hun theoretische smeltpunt. Bij blootstelling aan water of zuur ontleden zij ook, onder vorming van waterstofgas.
Er zijn ook complexe hydriden, bijvoorbeeld lithiumaluminiumhydride (LiAlH4), dat opgebouwd gedacht kan worden uit Li+ en AlH4−. Deze verbinding is analoog aan de halogeenaluminaten, waarvan lithiumtetrafluoraluminaat (LiAlF4) een voorbeeld is. Lithiumaluminiumhydride wordt gebruikt in de organische synthese, als een reductor voor onder andere ketonen en esters.

## Metallische hydriden
Ook met zwakker-elektropositieve metalen kan waterstof verbindingen aangaan, maar deze verbindingen hebben metallische eigenschappen. Het zijn vaak niet-stoechiometrische verbindingen, die zich eerder gedragen als legeringen tussen twee metalen, dan als een zout of een moleculaire verbinding.
Een goed voorbeeld van een metalliek hydride is de verbinding met palladium. Dit element neemt zelfs bij kamertemperatuur grote hoeveelheden waterstof op, en vormt met waterstof een verbinding met samenstelling PdH0,6.
Dit soort verbindingen wordt gezien als een potentiële mogelijkheid om waterstof, voor gebruik als alternatief voor fossiele brandstoffen, op een veilige manier op te slaan.

## Vluchtige hydriden
Hydriden met een moleculaire structuur zijn vooral bekend van de hoofdgroepelementen. Een aantal ervan worden meestal niet als hydride beschreven. Een goed voorbeeld is water (H2O). Men zou water als het hydride van zuurstof kunnen zien, maar een beschrijving als oxide van waterstof is gebruikelijker en ook juister, omdat zuurstof elektronegatiever is dan waterstof en lading bij waterstof weghaalt. Waterstof is hier dus eerder H+ dan H−.
Om dezelfde reden worden hydriden van koolstof zoals methaan (CH4) koolwaterstoffen in plaats van hydriden genoemd. Hetzelfde geldt voor boranen, en silanen. Er zijn echter ook hydriden van lood en germanium, met een moleculaire structuur, die met enig recht hydriden genoemd kunnen worden. Hydriden van tin worden, net als LiAlH4, in de synthetische organische chemie gebruikt als reductiemiddel. Door complexvorming is de hydride hier nucleofiel. Dat houdt in dat de hydride (met behulp van de complexvorming) het molecuul kan "aanvallen" op een enigszins positief geladen locatie. Hierdoor kan bijvoorbeeld een halogeen worden gesubstitueerd door een waterstof. Dit in tegenstelling tot NaH, dat alleen als base kan reageren.
De metaal-waterstof binding is grotendeels covalent in dit soort verbindingen.

## Hydride in metaalcomplexen
Hydriden komen ook dikwijls voor in metaalcomplexen. Het hydride kan dan worden beschouwd als zowel covalent als ionisch gebonden; de waarheid ligt in het midden. Afhankelijk van de andere liganden aan het metaalatoom, gedraagt het waterstofatoom zich als hydride of als zuur proton, maar formeel is het dan nog steeds een hydride.
Hydriden aan metaalcomplexen kunnen op drie manieren worden gevormd, namelijk via: 
- protonering op het metaal; formeel wordt het metaal dan geoxideerd omdat er een elektron van het metaal formeel wordt toegekend aan het waterstofproton
- een hydride-donor, bijvoorbeeld een zoutachtige hydride
- de oxidatieve additie van diwaterstof.